# Andrei Krasilnikau
Andrei Krasilnikau, né le 25 avril 1989 à Brest en République socialiste soviétique de Biélorussie, est un coureur cycliste biélorusse.

## Biographie
Aux championnats du monde des moins de 23 ans à Varèse en Italie, Andrei Krasilnikau est 35e du contre-la-montre. Les deux années suivantes, il participe aux deux épreuves de cette catégories aux championnats du monde sur route. Il se classe 14e du contre-la-montre en 2009 à Mendrisio en Suisse et 9e en 2010 à Melbourne, en Australie,, et 52e de la course en ligne en 2009, puis 88e en 2010.
En 2011, il est recruté par l'équipe continentale Chipotle Development, réserve de l'équipe Garmin-Cervélo. Durant cette saison, il est deuxième du Tour de l'Intérieur de São Paulo au Brésil, onzième des Rutas de América en Argentine. Avec l'équipe de Biélorussie des moins de 23 ans, il participe aux championnats d'Europe, où il termine quinzième du contre-la-montre, et aux championnats du monde à Copenhague au Danemark. Il s'y classe 65e et dernier du contre-la-montre, et 115e de la course en ligne. En 2012, il est, comme en 2009 et 2010, deuxième du championnat de Biélorussie du contre-la-montre, derrière Branislau Samoilau. Il se classe cinquième du championnat national de la course en ligne. En septembre, il représente pour la première fois la Biélorussie au championnat du monde du contre-la-montre dans la catégorie élites. Il en prend la 53e place sur 56 coureurs classés, tandis que son compatriote Vasil Kiryienka est médaillé de bronze.
En 2013 et 2014, il court en France pour l'AVC Aix-en-Provence. Il est champion de Biélorussie sur route en 2013. En 2015, il est engagé par la nouvelle équipe continentale biélorusse Minsk CC. En juin, il remporte à nouveau le championnat de Biélorussie sur route. Le lendemain de cette course, il affirme avoir été renvoyé de son équipe pour ne pas avoir laissé gagner son coéquipier Aliaksandr Kuschynski.

## Palmarès
- 2007
  -  Champion de Biélorussie du contre-la-montre juniors
  - 2e du championnat de Biélorussie sur route juniors
- 2008
  -  Médaillé d'argent du championnat du monde universitaire du contre-la-montre
  - 2e du championnat de Biélorussie du contre-la-montre espoirs
- 2009
  - 4e étape de la Coupe des nations Ville Saguenay
  - 2e du Critérium du Printemps
  - 2e du Grand Prix des Carreleurs
  - 2e du championnat de Biélorussie du contre-la-montre
  - 2e du Prix du Saugeais
  - 9e du Tour de l'Avenir
- 2010
  - 2e du championnat de Biélorussie du contre-la-montre
  - 9e du championnat du monde du contre-la-montre espoirs
- 2011
  - 2e du Tour de l'intérieur de São Paulo
- 2012
  - 2e du championnat de Biélorussie du contre-la-montre
- 2013
  -  Champion de Biélorussie sur route
  - 2e du championnat de Biélorussie du contre-la-montre
- 2015
  -  Champion de Biélorussie sur route
- 2017
  - 1re étape du Johnson City Omnium

## Classements mondiaux
| Année            | 2009   | 2010 | 2011 | 2012 | 2013 | 2014 | 2015 | 2016   | 2017   |
| ---------------- | ------ | ---- | ---- | ---- | ---- | ---- | ---- | ------ | ------ |
| UCI America Tour | 247e   |      | 79e  |      |      |      |      |        |        |
| UCI Europe Tour  | 1 130e | 610e |      | 606e | 281e |      | 324e | 1 174e | 1 009e |